# Državna cesta D24
D24 je državna cesta u Hrvatskoj. Ukupna duljina iznosi 60,4 km.